# Europa Passage
Europa Passage är namnet på en av Hamburgs mest centrala gallerior. Den ligger mellan Mönckebergstrasse och Jungfernstieg på adressen Ballindamm. Gallerian stod klar 2006 och har anslutning till U-bahn Rathaus i ena ändan och i den andra till U-bahn/S-bahn Jungfernstieg station. 

## Bilder

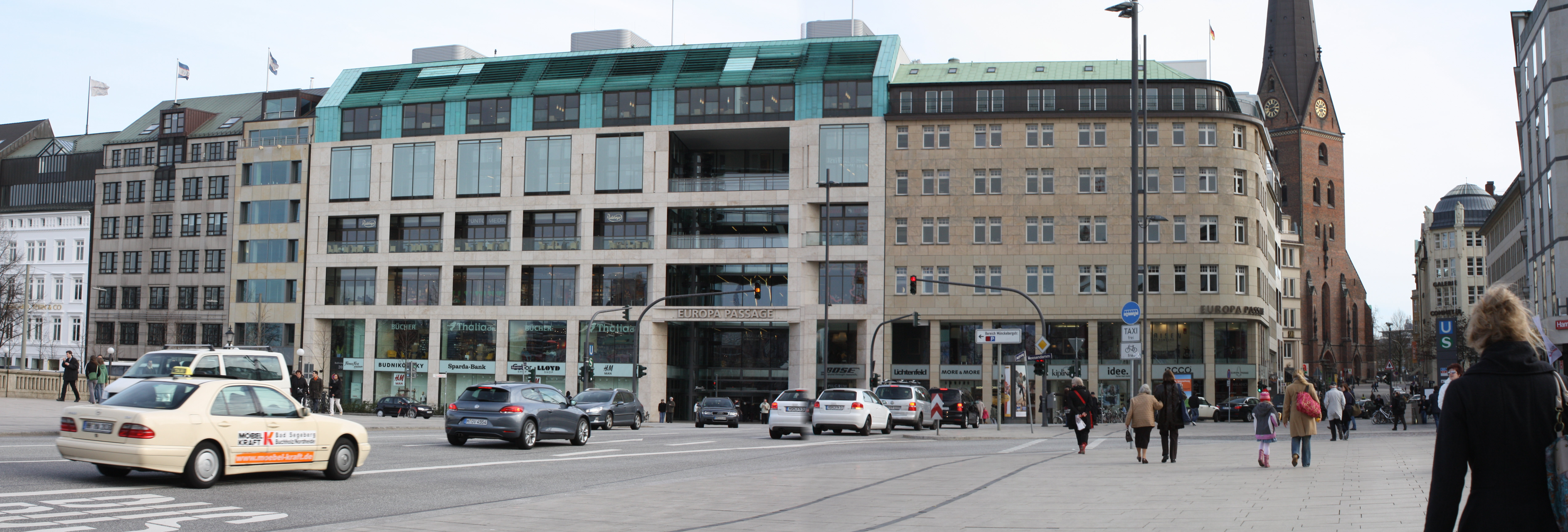
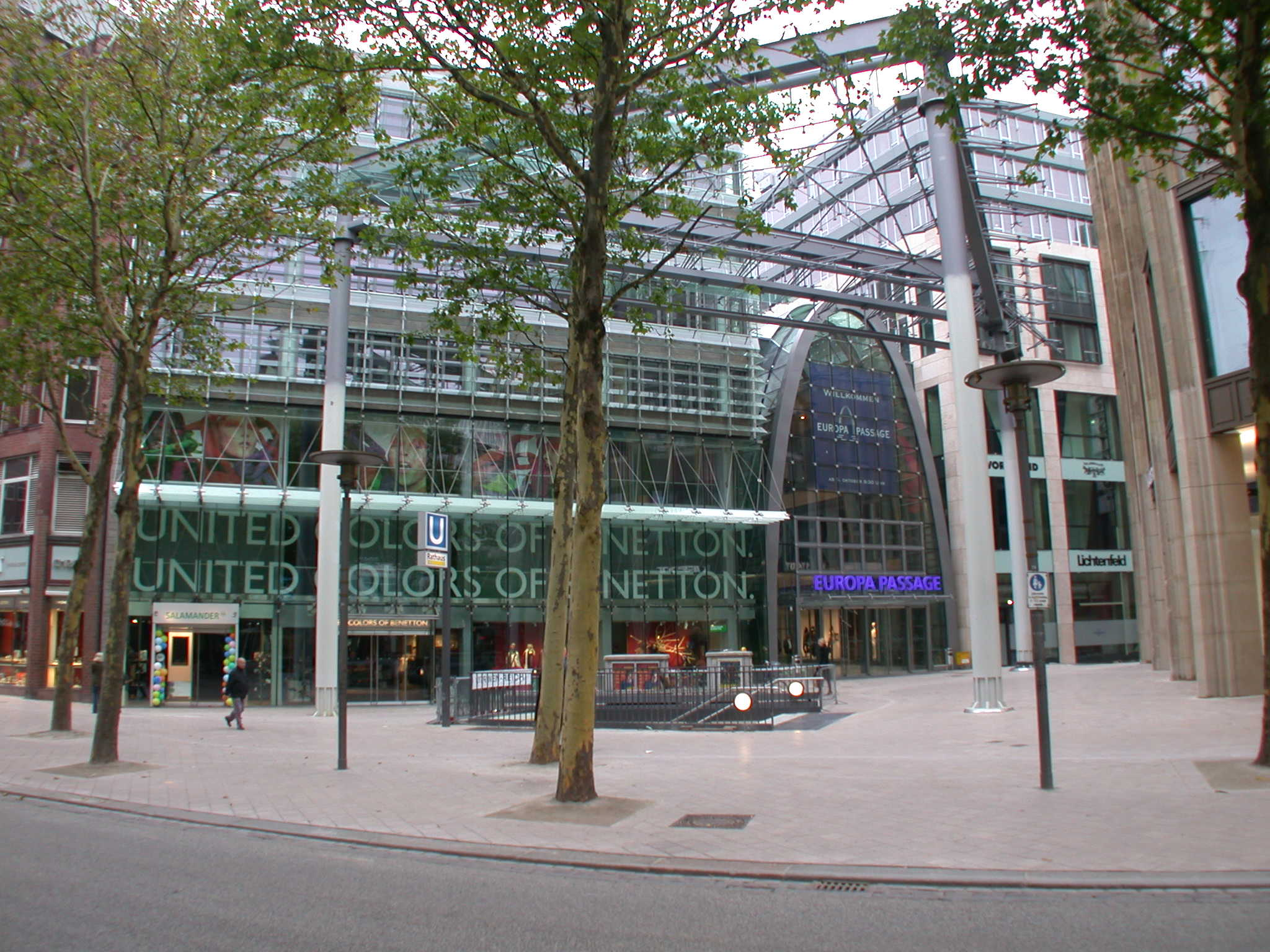
Mönckebergstrasse
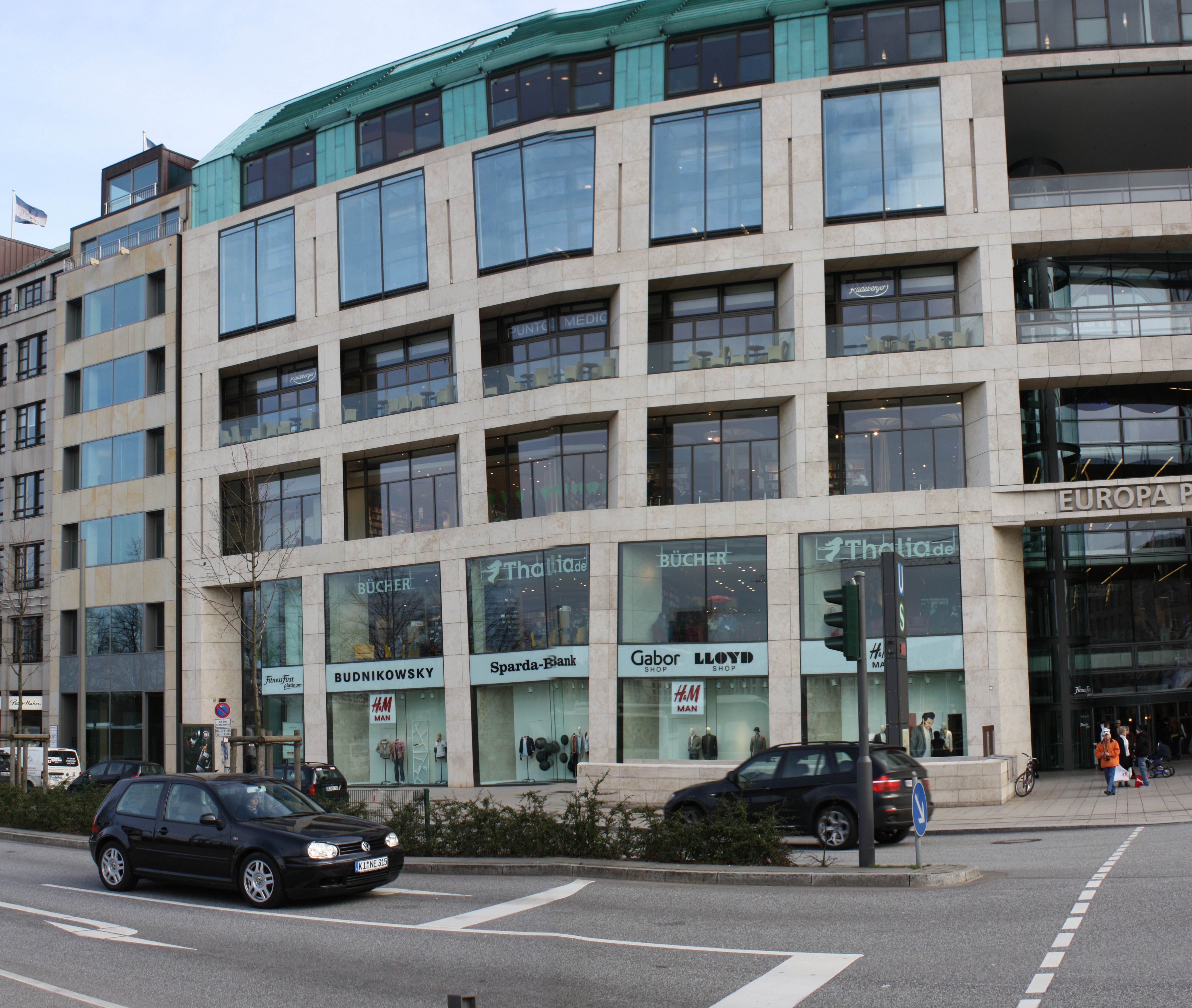
Jungfernstieg
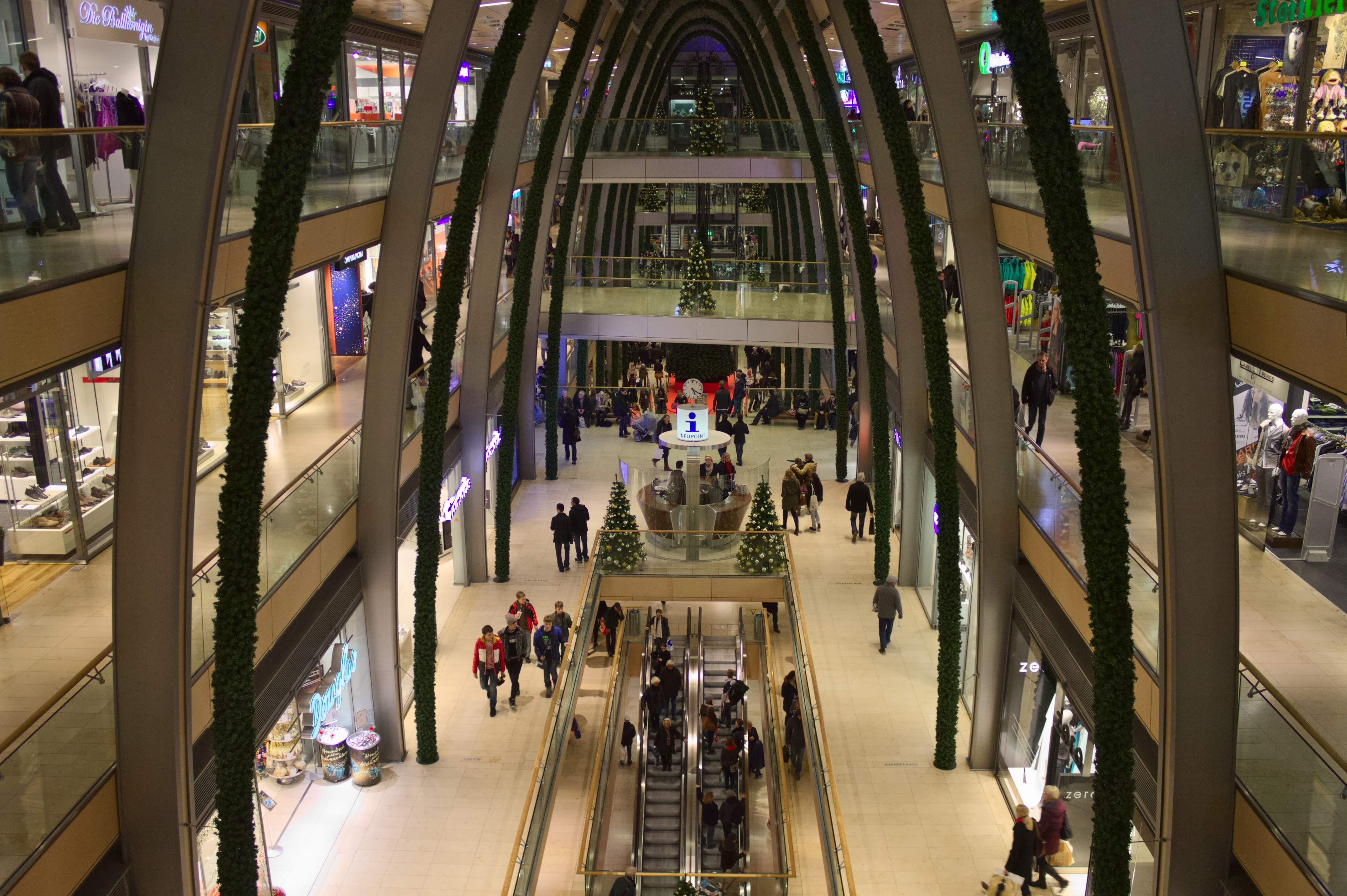